# Vincent Delaroux
Vincent Delaroux, né le 17 avril 1938 à La Bernerie-en-Retz (Loire-Atlantique), est un homme politique français. 

## Biographie

### Enfance et formation
Né de parents quincailliers nantais, un grand père bourrelier et l'autre ébéniste, il a, dès son plus jeune âge, entendu parler des entreprises.
Il intègre l'école au Loquidy à Nantes à 7 ans, à la réouverture de l'établissement après la guerre, arrête sa scolarité dès la 3e à une époque où les enfants de commerçants avaient un avenir tout tracé dans l'entreprise familiale comme cela avait été déjà été le cas pour ses quatre sœurs et son frère aîné.
Des études administratives, comptables, technologie quincaillerie, participation à des groupes d'auto-perfectionnement et de très nombreux cycles de formation continue complètent sa très courte formation de base.

### Activités professionnelles
Dans l'entreprise familiale, il gravit tous les échelons : apprenti, manutentionnaire, livreur, vendeur, directeur de magasin, directeur commercial et Président Directeur Général de la société en 1981.
En 1982,  il devient administrateur de la SAPEC, groupement d'achat national issu de la fusion des sociétés COPAMETAL et GMO.
En 1984, le conseil d'administration décide de lui confier la présidence de la SAPEC et de ses filiales (Distrimétal, Sodaq, Transimo, Socafer, Migne).
Le groupe représente, à l'époque, 910 points de vente employant 8500 personnes.

### Engagements extra-professionnels et associatifs
Depuis le début de sa carrière professionnelle, il s'est engagé en même temps dans des activités extérieures locales ou nationales : secrétaire général du salon BricoLoisirs, président du CETCO de Nantes, membre de la Chambre de commerce et d'industrie de Nantes, président du Syndicat national du bricolage (FFB), membre du bureau du Conseil national du Commerce et de très nombreuses associations bénévoles à caractère économique ou caritatif telles que : Jeune Chambre économique française, Promo Piétons Nantes, Rotary, Parole d'enfants ...

### Responsabilités politiques
- Militant gaulliste depuis 1968, il est élu secrétaire RPR de la 1re circonscription de Nantes puis de la 2e.
- Il devient conseiller municipal subdélégué de Nantes en 1983 en qualité de socio-professionnel.
- Il est notamment à l'initiative de la création de Nantes Renaissance, association pour la réhabilitation du patrimoine, où il représente le Sénateur Maire.
- Suppléant d’Élisabeth Hubert, désignée ministre, il la remplace comme député en 1995.
- Il intervient tout particulièrement à l'Assemblée nationale sur les dossiers d’intérêt économique.